# Uromastyx aegyptia
Espèce
Synonymes
- Lacerta aegyptia Forskal, 1775
- Lacerta harbai Forskal, 1775
- Stellio spinipes Daudin, 1802
- Uromastix microlepis Blanford 1874
- Uromastyx leptieni Wilms & Böhme, 2000

Statut de conservation UICN

 VU A2abcd+4abcd : Vulnérable
Statut CITES
Uromastyx aegyptia est une espèce de sauriens de la famille des Agamidae.

## Répartition
Cette espèce se rencontre en Libye, en Égypte, en Palestine, en Syrie, en Jordanie, en Arabie saoudite, au Yémen, en Oman, aux Émirats arabes unis, au Qatar, au Koweït, en Irak et en Iran.

## Description
Cet agame peut atteindre 76 centimètres et a une longévité de 10 a 15 ans.

## Liste des sous-espèces
Selon The Reptile Database (13 mai 2014) :
- Uromastyx aegyptia aegyptia (Forsskål, 1775)
- Uromastyx aegyptia microlepis Blanford, 1874
- Uromastyx aegyptia leptieni Wilms & Böhme, 2000

## Étymologie
Le nom d'espèce, aegyptia, vient de sa présence en Égypte, lieu où elle a été décrite la première fois.

## Publications originales
- Forskål, 1775 : Descriptiones Animalium: Avium, Amphibiorum, Piscium, Insectorum, Vermium; quae in Itinere Orientali Observavit. Post mortem auctoris edidit Carsten Niebuhr Hauniae [Copenhagen]: Mölleri, p. 1-164 (texte intégral).
- Blanford, 1874 : Descriptions of two Uromasticine lizards from Mesopotamia and Southern Persia. Proceedings of the Zoological Society of London, vol. 1874, p. 656-661 (texte intégral).
- Wilms & Böhme, 2000 : A new Uromastyx species from south-eastern Arabia, with comments on the taxonomy of Uromastyx aegyptia (Forskål, 1775) (Squamata: Sauria. Agamidae). Herpetozoa, vol. 13, n. 3/4, p. 133-148